# گمینا ودمینه
گمینا ودمینه (به لهستانی:  Gmina Wydminy) یک گمینا در لهستان است که در شهرستان گیژتسکو واقع شده‌است. گمینا ودمینه ۲۳۳٫۴۶ کیلومتر مربع مساحت و ۶٬۶۵۰ نفر جمعیت دارد.